# Primærrute 34
Primærrute 34 er hovedlandevejen mellem Skives vestlige udkant og fordelerringen lige nord for Herning i Midtjylland. 
Hovedvejen løber i et snoet leje mellem Herning og uden om Sunds, forbi Simmelkær, Feldborg og uden om Haderup. 
Nordvest for Haderup fortætter Rute 34 nordpå tæt forbi Hjerl Hede og landsbyen Mogenstrup til Skive.

## Fremtid
Vejdirektoratet har bygget en omfartsvej vest om Sunds og Haderup, som åbnede for trafik i 2012 og i 2020, vejene er en del af primærrute 34.
Desuden foretager Vejdirektoratet i 2010 og 2011 forundersøgelser om behov og mulighed for opgradering af primærrute 34.